# Mike De Decker
Mike De Decker (* 15. Dezember 1995 in Mechelen) ist ein belgischer Dartspieler. Sein Spitzname lautet The Real Deal.

## Karriere
Mike De Decker spielte 2014 erstmals auf der PDC Youth Tour mit und erreichte zweimal das Achtelfinale. Bei der World Darts Federation gewann er im selben Jahr die British Teenage Open. Des Weiteren konnte er sich direkt erstmals für ein Turnier auf der European Tour qualifizieren. Beim European Darts Grand Prix verlor er jedoch sein erstes Spiel gegen Max Hopp.
Anfang 2015 spielte De Decker erstmals die PDC Qualifying School (Q-School), konnte aber keine Tourkarte gewinnen. Er spielte aber trotzdem die UK Open Qualifiers und konnte sich auf diesem Wege für die UK Open 2015 qualifizieren, jedoch scheiterte er in Runde 2 an Jan Dekker. In den nächsten Monaten war De Decker auf der Challenge Tour und der PDC Youth Tour aktiv. Auf der Development Tour erreichte er dreimal ein Halbfinale und dreimal ein Finale. Bei seinen drei Finalteilnahmen konnte er zweimal siegen. De Decker nahm zudem auch an zwei weiteren Turnieren auf der European Tour teil. Sowohl bei den International Darts Open als auch den European Darts Open konnte er sein erstes Spiel nicht gewinnen.
Im Herbst konnte der Belgier als Nachrücker dann zum ersten Mal bei den Players Championships teil. Fortan startete er ebenfalls bei der PDC World Youth Championship 2015 und gewann dort ein Spiel gegen Dawson Murschell. Durch die guten Resultate auf der Development Tour konnte der Belgier sich eine Tourkarte für die nächsten zwei Jahre sichern.
Er spielte jedoch weiterhin nebenbei auch die PDC Development Tour und konnte dort ein Turnier gewinnen. Anfang 2016 nahm er wieder an den UK Open und auch den Dutch Darts Masters teil, schied dort jedoch sofort aus. Seinen ersten Sieg auf der European Tour gelang ihm dann im Mai beim European Darts Matchplay in Hamburg gegen Darren Johnson. In der zweiten Runde konnte er dann aber gegen Mensur Suljović kein Leg gewinnen.
Nach einem eher erfolglosen Sommer konnte De Decker dann Anfang Oktober erstmals ein Achtelfinale bei einem Players Championships erreichen. Bei der PDC World Youth Championship 2016 gewann De Decker wieder nur ein Spiel.
Im März 2017 warf De Decker einen 9-Darter auf der Development Tour und erreichte ein Viertel- und ein Halbfinale. Im April 2017 folgte dann ein Viertelfinale bei den Players Championships. Bei dem Dutch Darts Masters erreichte er erstmals ein Achtelfinale auf der European Tour nach Siegen über Richard North und Alan Norris und konnte sich zudem für die Players Championship Finals 2017 qualifizieren, wo er jedoch in der ersten Runde gegen Adrian Lewis ausschied. Nach einem Sieg auf der Development Tour zum Ende des Jahres qualifizierte sich De Decker erneut für die PDC World Youth Championship und kam diesmal bis ins Achtelfinale, wo er an Titelverteidiger Corey Cadby scheiterte. Die Tour Card konnte De Decker nicht halten.
Also nahm De Decker im Frühjahr 2018 erneut an der Q-School teil, scheiterte aber wieder. Auf der Challenge Tour und Development Tour kam er in mehrere Viertelfinals und einmal ins Halbfinale. Ein Turniersieg gelang ihm allerdings erstmals nicht. Auch bei seinen zwei European-Tour-Teilnahmen kam er nur einmal in die zweite Runde, ebenso wie bei der PDC World Youth Championship. Hier verlor er sein letztes Spiel gegen Christian Bunse.
Anfang 2019 kam De Decker zwar in ein Viertelfinale auf der Q-School, konnte jedoch wieder keine Tour Card erringen. Auf der Development Tour erreichte er zwei Viertelfinals und ein Halbfinale. Außerdem nahm De Decker an mehreren European-Tour-Events teil und kam bei der Austrian Darts Championship nach Siegen über Chris Dobey und Jonny Clayton bis ins Achtelfinale, das er knapp gegen Rowby-John Rodriguez verlor. Bei seiner letzten PDC World Youth Championship schaffte es De Decker wieder nur durch die Gruppenphase.
Im Januar 2020 konnte er dann bei der European Q-School in Hildesheim wieder eine Tourkarte gewinnen. Es folgten das Erreichen der 2. Runde bei den UK Open und nach zweimaligem Erreichen des Achtelfinals bei den Players Championships die Qualifikation für die Players Championship Finals. Dort traf er in der ersten Runde auf José de Sousa und verlor mit 3:6.
De Decker nahm ebenfalls an der PDC Home Tour teil und erreichte dort Runde 3.
Außerdem konnte sich De Decker über die PDC Pro Tour Order of Merit für die PDC World Darts Championship 2021 qualifizieren. Bei seinem Weltmeisterschaftsdebüt traf er auf Edward Foulkes, der ebenfalls ein Debütant war und das Spiel mit 3:0 gewinnen konnte. Über den Qualifier gelang dem Belgier die Qualifikation für den Grand Slam of Darts im November. Allerdings gewann er in drei Gruppenspielen gegen Peter Wright, Gabriel Clemens und Fallon Sherrock insgesamt nur ein Leg und beendete damit die Gruppenphase mit einer Legdifferenz von −14 auf dem letzten Platz.
Bei der Weltmeisterschaft 2022 besiegte De Decker zunächst den Litauer Darius Labanauskas, obwohl dieser einen Neundarter warf. Anschließend verlor er deutlich gegen Dave Chisnall. Insgesamt gelang ihm zwar weiterhin nicht der Durchbruch bei Major-Turnier, doch zeigte er ansprechende Leistungen auf der PDC Pro Tour. Hier kam er zum zweiten Mal bis ins Viertelfinale eines derartigen Turniers. Bei der Weltmeisterschaft 2023 bezwang De Decker zunächst Jeff Smith, verlor dann aber gegen Mensur Suljović. Bei den UK Open 2023 erreichte er die Runde der letzten 64 und unterlag dort Kim Huybrechts. Auf der Pro Tour war De Decker weiter erfolgreich und erreichte so ein Halbfinale und sein erstes Finale bei einem Players Championship. Durch diese Leistungen konnte er auch beim World Matchplay und beim World Grand Prix debütieren. Bei beiden Turnieren konnte er seine Auftaktbegegnung jedoch nicht gewinnen. Auch bei den Players Championship Finals lief es nicht besser. Bei der Weltmeisterschaft 2024 musste er sich nach einem Sieg über Dragutin Horvat erneut in Runde 2 geschlagen geben. Auf der PDC Pro Tour 2024 konnte sich De Decker dann seinen ersten PDC-Titel bei den Herren sichern.
Im Oktober 2024 gewann De Decker sehr überraschend den World Grand Prix. Nach Siegen über Damon Heta, Gary Anderson, James Wade und Dimitri Van den Bergh gewann er das Finale gegen Luke Humphries mit 6:4 Sets, zuvor hatte er noch nie in einem Achtelfinale bei einem PDC-Major-Turnier gestanden. Mit dem Sieg verbesserte er seine Position in der PDC Order of Merit um elf Plätze und rückte auf Position 25. Bei den folgenden Major-Turnieren konnte er seine Form bestätigen und erreichte jeweils mindestens das Achtelfinale.
Bei der PDC World Darts Championship 2025 konnte er sein spielerisches Niveau der vorherigen Monate jedoch nicht abrufen und musste sich bereits in seiner Auftaktpartie dem Engländer Luke Woodhouse geschlagen geben. Auch bei den zwei nachfolgenden Major-Turnieren, dem World Masters und den UK Open, sollte es nicht besser laufen. Trotz des enttäuschenden Saisonauftakts konnte er sich beim ersten Turnier der European Tour 2025, den Belgian Darts Open, bis ins Finale spielen, bei welchem er allerdings Luke Littler mit 5:8 unterlag.
De Decker ist zwar Linkshänder, wirft aber mit dem rechten Arm.

## Weltmeisterschaftsresultate

### PDC-Junioren
- 2015: 2. Runde (1:6-Niederlage gegen  Sam Hewson)
- 2016: 2. Runde (2:6-Niederlage gegen  Ted Evetts)
- 2017: Achtelfinale (4:6-Niederlage gegen  Corey Cadby)
- 2018: 1. Runde (4:6-Niederlage gegen  Christian Bunse)
- 2019: 1. Runde (2:6-Niederlage gegen  Nathan Rafferty)

### PDC
- 2021: 1. Runde (0:3-Niederlage gegen  Edward Foulkes)
- 2022: 2. Runde (0:3-Niederlage gegen  Dave Chisnall)
- 2023: 2. Runde (0:3-Niederlage gegen  Mensur Suljović)
- 2024: 2. Runde (1:3-Niederlage gegen  Madars Razma)
- 2025: 2. Runde (1:3-Niederlage gegen  Luke Woodhouse)

## Turnierergebnisse
| Turnier                                    | 2015               | 2016               | 2017               | 2018               | 2019               | 2020               | 2021               | 2022               | 2023               | 2024               | 2025 |
| ------------------------------------------ | ------------------ | ------------------ | ------------------ | ------------------ | ------------------ | ------------------ | ------------------ | ------------------ | ------------------ | ------------------ | ---- |
| PDC-Ranking-Turniere                       |                    |                    |                    |                    |                    |                    |                    |                    |                    |                    |      |
| Weltmeisterschaft                          | nicht qualifiziert | nicht qualifiziert | nicht qualifiziert | nicht qualifiziert | nicht qualifiziert | nicht qualifiziert | 1R                 | 2R                 | 2R                 | 2R                 | 2R   |
| World Masters                              | nicht ausgetragen  | nicht ausgetragen  | nicht ausgetragen  | nicht ausgetragen  | nicht ausgetragen  | nicht ausgetragen  | nicht ausgetragen  | nicht ausgetragen  | nicht ausgetragen  | nicht ausgetragen  | 1R   |
| UK Open                                    | 2R                 | 2R                 | nicht qualifiziert | nicht qualifiziert | nicht qualifiziert | 3R                 | 2R                 | 3R                 | 4R                 | 5R                 | 4R   |
| World Matchplay                            | nicht qualifiziert | nicht qualifiziert | nicht qualifiziert | nicht qualifiziert | nicht qualifiziert | nicht qualifiziert | nicht qualifiziert | nicht qualifiziert | 1R                 | n/q                | AF   |
| World Grand Prix                           | nicht qualifiziert | nicht qualifiziert | nicht qualifiziert | nicht qualifiziert | nicht qualifiziert | nicht qualifiziert | nicht qualifiziert | nicht qualifiziert | 1R                 | S                  |      |
| European Championship                      | nicht qualifiziert | nicht qualifiziert | nicht qualifiziert | nicht qualifiziert | nicht qualifiziert | nicht qualifiziert | nicht qualifiziert | nicht qualifiziert | nicht qualifiziert | AF                 |      |
| Grand Slam of Darts                        | nicht qualifiziert | nicht qualifiziert | nicht qualifiziert | nicht qualifiziert | nicht qualifiziert | nicht qualifiziert | GP                 | n/q                | n/q                | AF                 |      |
| Players Championship Finals                | n/q                | n/q                | 1R                 | n/q                | n/q                | 1R                 | 1R                 | 2R                 | 1R                 | VF                 |      |
| PDC-Turniere ohne Einfluss auf das Ranking |                    |                    |                    |                    |                    |                    |                    |                    |                    |                    |      |
| World Cup of Darts                         | nicht teilgenommen | nicht teilgenommen | nicht teilgenommen | nicht teilgenommen | nicht teilgenommen | nicht teilgenommen | nicht teilgenommen | nicht teilgenommen | nicht teilgenommen | nicht teilgenommen | GP   |
| Karrierestatistiken                        |                    |                    |                    |                    |                    |                    |                    |                    |                    |                    |      |
| Platzierung am Jahresende                  | 120                | 93                 | 71                 | 137                | 130                | 94                 | 70                 | 57                 | 37                 | 24                 |      |

| Legende zu den Turnierergebnissen | Legende zu den Turnierergebnissen | Legende zu den Turnierergebnissen | Legende zu den Turnierergebnissen | Legende zu den Turnierergebnissen | Legende zu den Turnierergebnissen | Legende zu den Turnierergebnissen | Legende zu den Turnierergebnissen | Legende zu den Turnierergebnissen | Legende zu den Turnierergebnissen |
| --------------------------------- | --------------------------------- | --------------------------------- | --------------------------------- | --------------------------------- | --------------------------------- | --------------------------------- | --------------------------------- | --------------------------------- | --------------------------------- |
| n/t                               | nicht teilgenommen                | n/q                               | nicht qualifiziert                | n/a                               | nicht ausgetragen                 | #R                                | Aus in jeweiliger Runde           | GP                                | Aus in der Gruppenphase           |
| AF                                | Achtelfinalist                    | VF                                | Viertelfinalist                   | HF                                | Halbfinalist                      | F                                 | Turnierfinalist                   | S                                 | Turniersieger                     |

## Titel

### PDC
- Majors
  - World Grand Prix: (1) 2024
- Pro Tour
  - Players Championships
    - Players Championships 2024: 16
- Secondary Tour Events
  - PDC Development Tour
    - PDC Development Tour 2015: 5, 11
    - PDC Development Tour 2016: 19
    - PDC Development Tour 2017: 17